# 1672 en arts plastiques
| Années des arts plastiques : 1669 - 1670 - 1671 - 1672 - 1673 - 1674 - 1675    |
| Décennies des arts plastiques : 1640 - 1650 - 1660 - 1670 - 1680 - 1690 - 1700 |

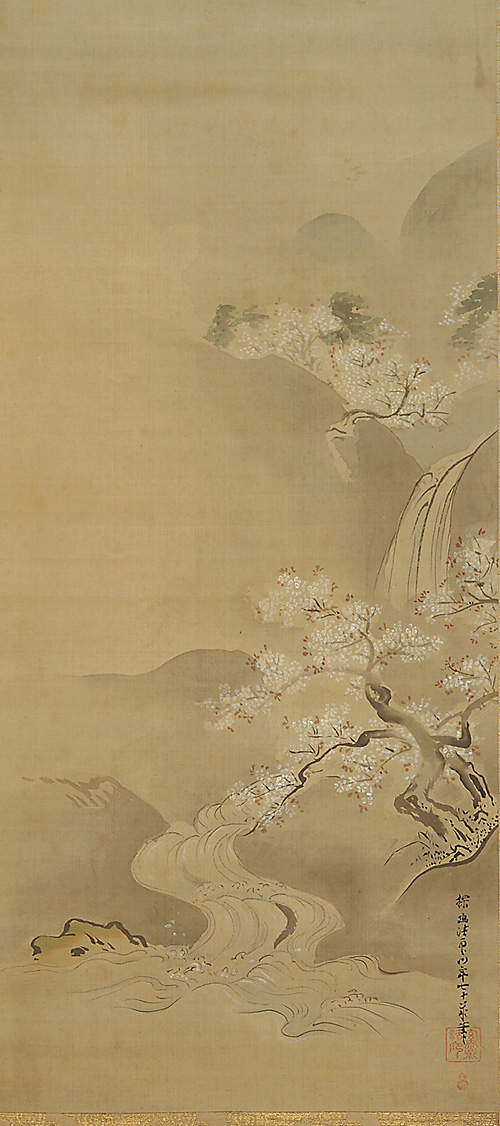
Paysage au printemps, encre et peinture sur soie de Kano Tan'yu.

Cette page concerne l'année 1672 en arts plastiques.

## Naissances
- 5 mars : Giuseppe Zola, peintre baroque italien († 9 mars 1743),
- 18 octobre : Giuseppe Antonio Caccioli, peintre italien († 20 juillet 1740),
- ? :
  - Guglielmo Borremans, peintre originaire des Pays-Bas espagnols qui vécut en Italie († 1744),
  - Francesco Costa, peintre italien († 1740),
  - Jacques Courtin, peintre français († 26 août 1752),
  - Pietro Nelli, peintre italien de la fin de la période baroque de l'école florentine († après 1730).

## Décès
- 21 janvier : Adriaen Van de Velde, peintre, aquafortiste et sculpteur néerlandais (° 30 novembre 1636),
- 22 février : Karel van der Pluym, peintre et graveur néerlandais (° 1625),
- ? février : Gillis Rombouts, peintre hollandais (° 1630),
- 25 mars :  Laurent Fauchier, peintre français (° 11 mars 1643),
- 4 septembre : Pieter van Noordt, peintre de natures mortes néerlandais (° 19 décembre 1621),
- 12 novembre : Jean Nocret, peintre français (° 26 octobre 1615),
- 16 novembre : Esaias Boursse, peintre néerlandais (° 3 mars 1631),
- ? : Zhou Lianggong, peintre chinois (° 1612).